# Station Villabassa-Braies Niederdorf-Prags
Station Villabassa-Braies Niederdorf-Prags is een spoorwegstation aan de Pustertalspoorlijn tussen de gemeenten Niederdorf en Prags (Italië-Zuid-Tirol).
De stationsnaam wordt volgens de regels van Trenitalia in het Italiaans aangegeven, gevolgd door het Duits als lokale taal.